# 格倫科 (伊利諾伊州)
格倫科（英語：Glencoe）是位於美國伊利諾伊州庫克縣的一個村落。

## 地理
格倫科的座標為42°07′53″N 87°45′39″W / 42.13139°N 87.76083°W，而該地最高點為海拔高度204米（即669英尺）。

## 人口
根據2010年美國人口普查的數據，格倫科的面積為9.79平方千米，當中陸地面積為0.63平方千米，而水域面積為0.16平方千米。當地共有人口8723人，而人口密度為每平方千米891人。